# Iakov Bloumkine
Iakov Grigorievitch Bloumkine (russe : Яков Григорьевич Блюмкин, ukrainien : Яків Григорович Блюмкін, né le 8 octobre 1900 à Odessa ou dans le village de Sosnica, près de Tchernihiv en 1898 et décédé le 3 novembre 1929, est un militant de la gauche socialiste puis bolchevique, agent de la Tchéka et du Guépéou. 
Espion et aventurier, il est surtout connu comme étant l'assassin de Wilhelm von Mirbach et de Boris Savinkov. 

## Biographie
Il est né le 8 octobre 1900 à Odessa ou dans le village de Sosnica près de Tchernihiv en 1898. En 1913, il est diplômé de l'école primaire juive. Il étudia l'hébreu et le russe.
En juillet 1910 il déménage à Lemberg, il étudie l'allemand. Après la capture de Lvov par les russes en septembre 1914, son père Grigory Isaevitch Bloumkine intègre l'Armée impériale russe durant la Première Guerre mondiale.
En 1914, il travaille comme électricien dans un dépôt de tram et au théâtre. Il prend part aux détachements d'autodéfense juive contre les pogroms à Odessa. Il rejoint le Parti socialiste-révolutionnaire en 1916. En octobre 1917, il visite la région de la Volga.
En novembre 1917, Iakov Bloumkine rejoint le détachement de marins qui participe aux combats avec l'Ukraine. Au cours des événements révolutionnaires à Odessa en 1918, il participe à l'expropriation de la propriété de la Banque d'État. En janvier 1918, il organise la formation à Odessa du 1er régiment de volontaires.
Il s'installe à Moscou en mai 1918. Les dirigeants du Parti socialiste-révolutionnaire et de la Tchéka l'envoient au département de la lutte contre l'espionnage international. En juin 1918, il dirige le département de contre-espionnage pour surveiller la protection des ambassades et de leurs éventuelles activités criminelles.
Le 6 juillet 1918, il participe à l'assassinat de l'ambassadeur d'Allemagne Wilhelm von Mirbach: autour de 14 h 40, il tire plusieurs coups de feu sur l'ambassadeur. En septembre 1918 il est en Ukraine. De décembre 1918 à mars 1919, il est secrétaire du comité politique de Kiev. Il est impliqué dans l'exécution de l'amiral Alexandre Koltchak.
En 1929, il est envoyé à Prinkipo pour assassiner Trotski mais il ne le tue pas et s'allie à lui. Si l'on en croit les archives déposées à la Houghton Library de Harvard, il semble que Bloumkine ait été un contact de Trotski ; c'est ce qu'en conclut Christian Salmon  :
« À la fin de 1929, Trotski avait reconnu publiquement avoir reçu la visite de Blumkine. Selon lui, son fils, Lev Sedov, l’aurait rencontré dans la rue à Constantinople, venant d’Extrême-Orient et rentrant en Union soviétique. Il l’aurait alors convaincu de venir « à la maison » pour le rencontrer. En réalité, un document rédigé par Blumkine, daté du 3 avril 1929, découvert à Stanford dans les papiers de Lev Sedov, fait apparaître que les contacts de Trotski avec Blumkine n’ont pas relevé d’une rencontre fortuite mais d’une liaison organisée avec l’URSS, dans laquelle l’agent secret était évidemment une pièce maîtresse. Cette rencontre décidera Staline à faire fusiller Blumkine, un bolchevik, à son retour à Moscou. »
Il faut préciser que Bloumkine connait bien des secrets de la Tchéka, notamment sur l'affaire Savinkov : il n'est pas impossible qu'il ait fait partie des quatre personnes ayant poussé Boris Savinkov du quatrième étage de la Loubianka. 
En 1937 Schrubel, ancien tchékiste, avoua peu avant sa mort au camp de la Kolyma avoir poussé Savinkov lui-même avec l'aide de trois autres tchékistes. Bloumkine, ancien socialiste-révolutionnaire devenu bolchevique et tchékiste, rendait visite à Savinkov en prison, ce qui supposait un grand nombre d'autorisations. L'objet de ces visites est incompréhensible si on ne revient pas sur le procès de Savinkov : Savinkov revenait de l'étranger, où il était très populaire ; chez les socialistes allemands tout particulièrement, mais aussi les socialistes de la tendance Marceau Pivert en France, et des socialistes britanniques. Son procès était de ce fait suivi de près par des journalistes étrangers, et il ne pouvait pas être condamné à mort comme la majorité des socialistes-révolutionnaires à l'époque. La sentence ne fut que de cinq ans, absolument dérisoire pour l'Union soviétique. L'objectif était toutefois bien de se débarrasser de lui.
Lors de la mort de Savinkov, une lettre dans laquelle il disait qu'il allait se suicider a été retrouvée dans sa cellule. Son propre fils, Lev Borissovitch Savinkov, a cru à l'authenticité de la lettre disant : « Ce sont les expressions de mon père ». On ignore donc si Bloumkine a lui-même poussé Savinkov, mais les visites quotidiennes de Bloumkine à Savinkov dans sa cellule alors que personne n'avait droit aux visites s'expliquent par le fait que Bloumkine devait « attraper le style de Savinkov » comme il l'a lui-même confié à Iakoubovitch sous le sceau du secret. 
Iakov Bloumkine fut exécuté en 1929 en tant que trotskiste.